# Ablerus aleuroides
Ablerus aleuroides är en stekelart som först beskrevs av Husain och Agarwal 1982.  Ablerus aleuroides ingår i släktet Ablerus och familjen växtlussteklar. Inga underarter finns listade i Catalogue of Life.